# رالف گراف
رالف گراف (انگلیسی: Rolf Graf؛ زادهٔ ۱۹ اوت ۱۹۳۲) دوچرخه‌سوار اهل سوئیس است.